# 수생식물

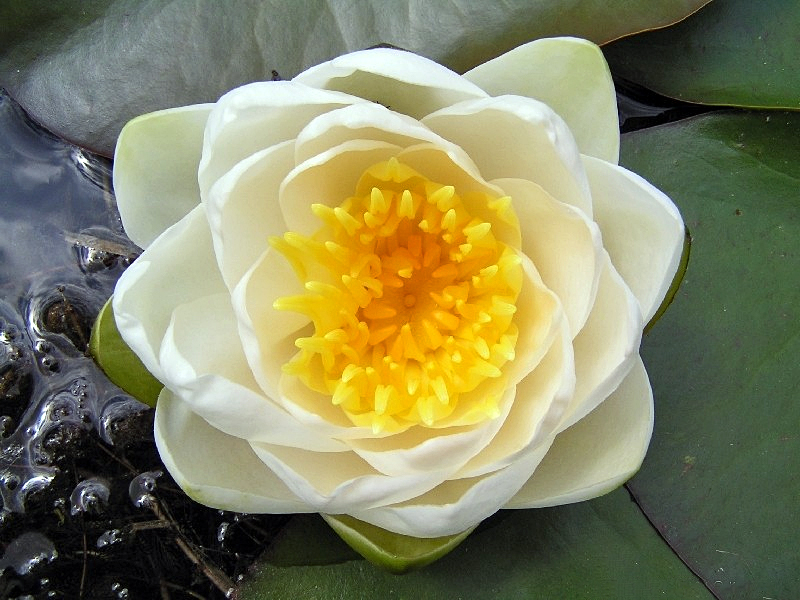
Nymphaea alba: 수련의 일종.

수생식물(水生植物, 영어: aquatic plant 또는 hydrophyte)은 식물 중 물 속에서 살아가는 종류를 말한다. 수생식물은 일반적으로 관다발 식물(양치식물 이상의 고등식물) 중에서 물에서 자라는 식물로, 자신의 생활사 중에서 적어도 한 시기는 물 속에서 자라는 초본(풀)식물이다.
수생식물에는 물 위에 떠서 뿌리를 물 속에 내리는 개구리밥, 생이가래, 부레옥잠, 물상추, 검정말, 마름 과 같은 식물과, 물 밑에 뿌리를 내리고 물 위에 잎이나 꽃이 피는 수련과 같은 식물, 그리고 땅속줄기나 뿌리를 물 밑에 내리고 잎이나 줄기의 일부가 물 위로 솟아올라 꽃이 피는 붓꽃이나 부들과 같은 식물 등 여러 가지가 있다. 
이러한 식물에게는 물이 많은 환경이 해가 되지 않는데, 이와 같이 수분이 지나치게 많은 토양이나 물 속에서는 공기, 특히 산소 부족에 견디는 일이 중요하다. 일반적으로, 잎이나 공기 뿌리가 공중에 있는 수생 식물은 그것으로 산소를 흡수하여 세포 간극을 통하여 줄기나 뿌리 끝까지 산소를 공급하고 있다. 또한, 벼·갈대·벗풀 등과 같이 식물체의 일부만이 물 속에 있는 식물도 공기를 잎에서 뿌리로 보내는 통로가 있다. 
한편, 조류와 같이 완전히 물 속에 들어가 있는 식물을 비롯하여 수련 같은 수생식물도 잎이 완전히 물 속에 들어가 있을 때는 체표면에 있는 투과성 막으로부터 물 속에 녹아 있는 이산화 탄소를 흡수한다. 특히, 잎이 수면에 뜨면 육상식물과 달리 공기에 접하는 부분에만 기공이 발달하므로, 대기 중의 이산화 탄소를 빨아들여 광합성을 할 수 있다. 이와 같이 수생식물은 물 속에서 살아갈 수 있는 생활 기구를 가지고 있다.

## 분류
수생식물은 크게 4가지로 분류된다. 물과 육지의 경계에서 자라는 식물의 정수성 식물이라고 하며 수표면 위로 잎과 줄기가 뻗는다. 정수성 식물은 대체로 짧은 기간의 가뭄과 침수 환경에 잘 적응할 수 있다. 침수성 식물은 지상부가 물에 완전히 잠겨있고, 부유성 식물은 수표면이나 수중에 떠다닌다.

### 분류별 종류
- 정수성(emergent hydrophytes)
  - 부들, 애기부들, 꼬마부들, 흑삼릉, 질경이택사, 보풀, 벗풀, 소귀나물, 나도겨풀, 줄, 갈대, 달뿌리풀, 올방개, 물꼬챙이골, 매자기, 송이고랭이, 큰고랭이, 창포, 사마귀풀, 물옥잠, 물달개비, 골풀, 나도미꾸리낚시, 미나리, 개고추풀, 뚜껑덩굴, 수염가래

- 부엽성(floating-leaved hydrophytes)
  - 네가래, 애기가래,가는가래, 자라풀, 물여뀌, 남개연, 가시연, 연, 마름, 노랑어리연, 어리연, 수염마름

- 침수성(submerged hydrophytes)
  - 새우가래, 솔잎가래, 대가래, 좁은잎말, 말즘, 민나자스말, 나자스말, 물질경이, 나사말, 검정말, 붕어마름, 이삭물수세미, 물수세미, 구와말, 통발

- 부유성(free-floating hydrophytes)
  - 생이가래, 개구리밥, 좀개구리밥

## 같이 보기
- 건생식물

## 참고 자료
- 이 문서에는 다음커뮤니케이션(현 카카오)에서 GFDL 또는 CC-SA 라이선스로 배포한 글로벌 세계대백과사전의 내용을 기초로 작성된 글이 포함되어 있습니다.

1. ↑  “수생식물 이야기 – 자연식물원 | 원광대학교 식물원”. 2025년 5월 12일에 확인함.